# Lijst van personen overleden in augustus 2022
Dit is een lijst van bekende personen die zijn overleden in augustus 2022.

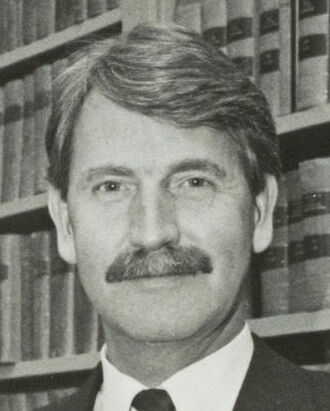
Harry Kamphuis
1 augustus

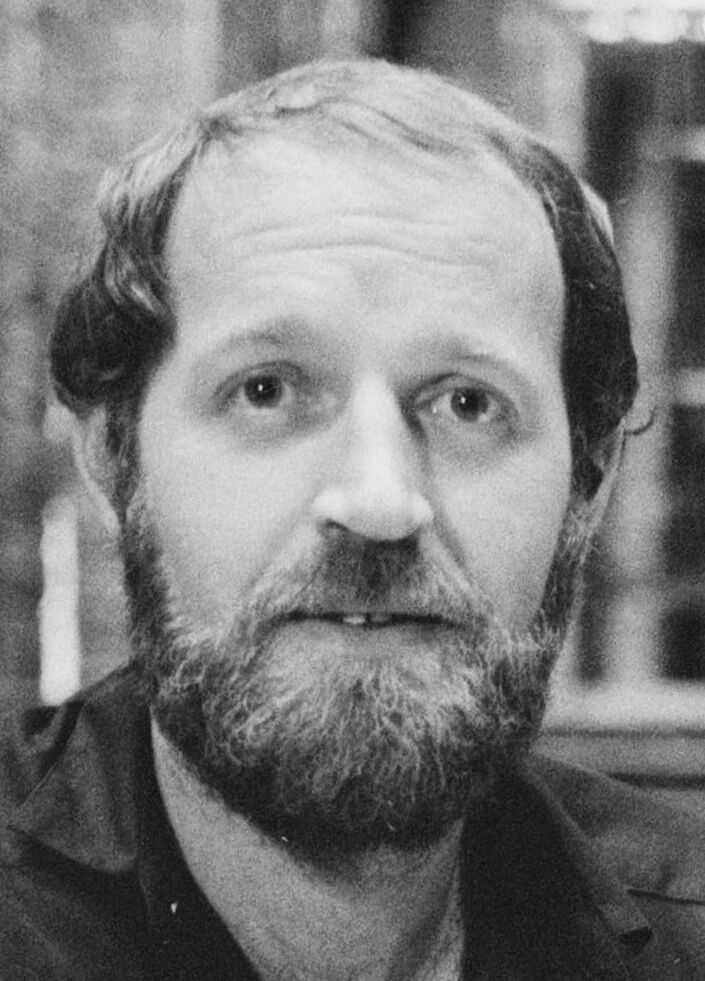
Franz Marijnen
3 augustus

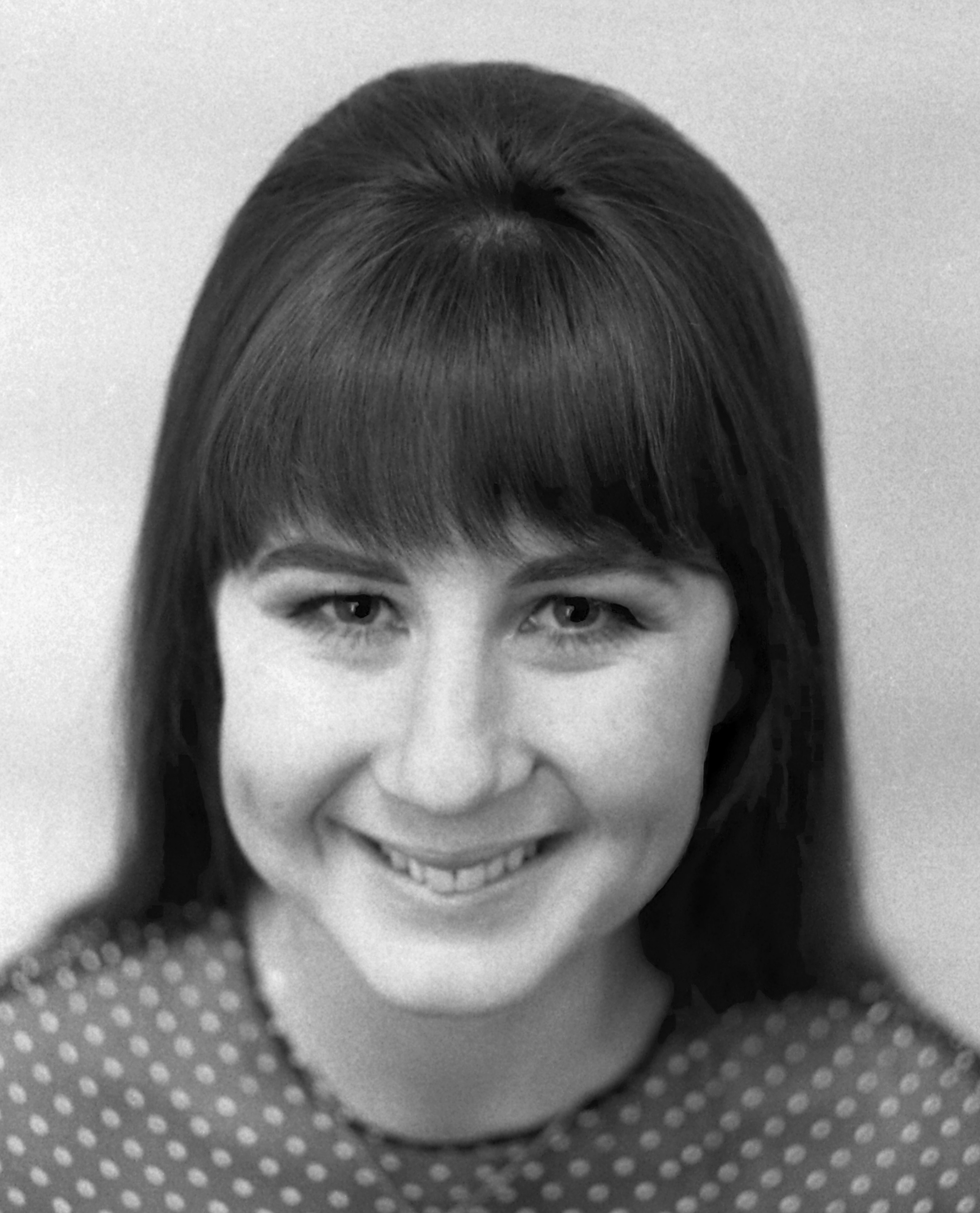
Judith Durham
5 augustus

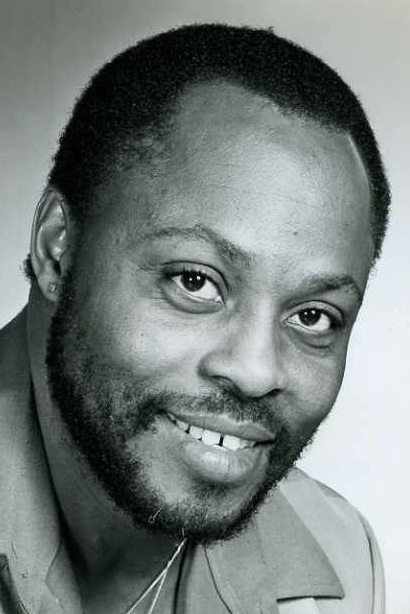
Roger E. Mosley
7 augustus

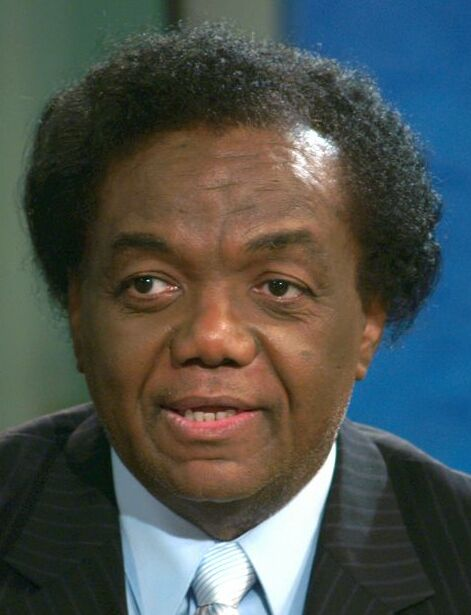
Lamont Dozier
8 augustus

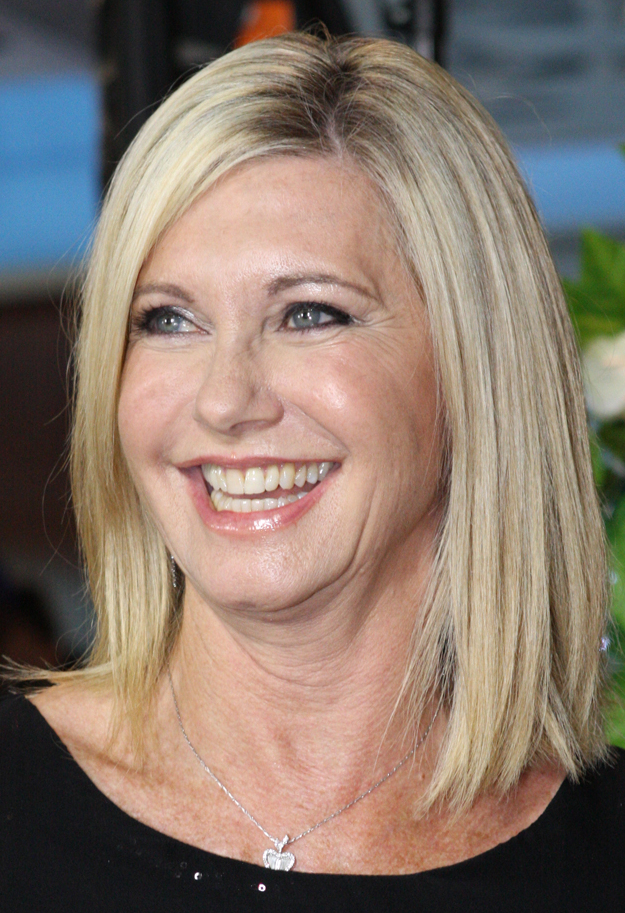
Olivia Newton-John
8 augustus

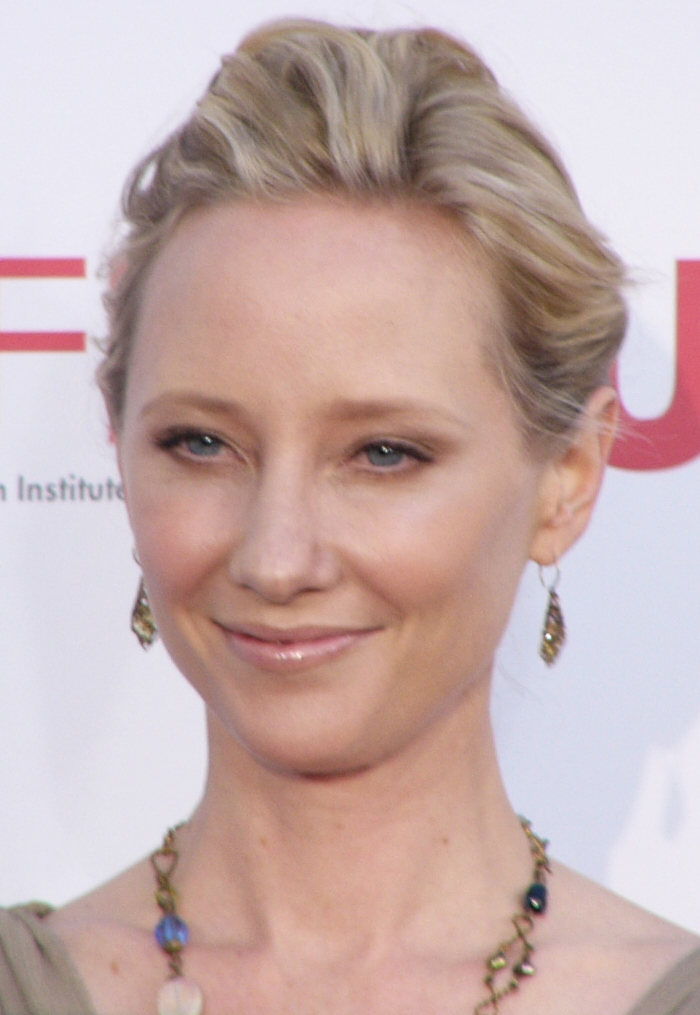
Anne Heche
11 augustus

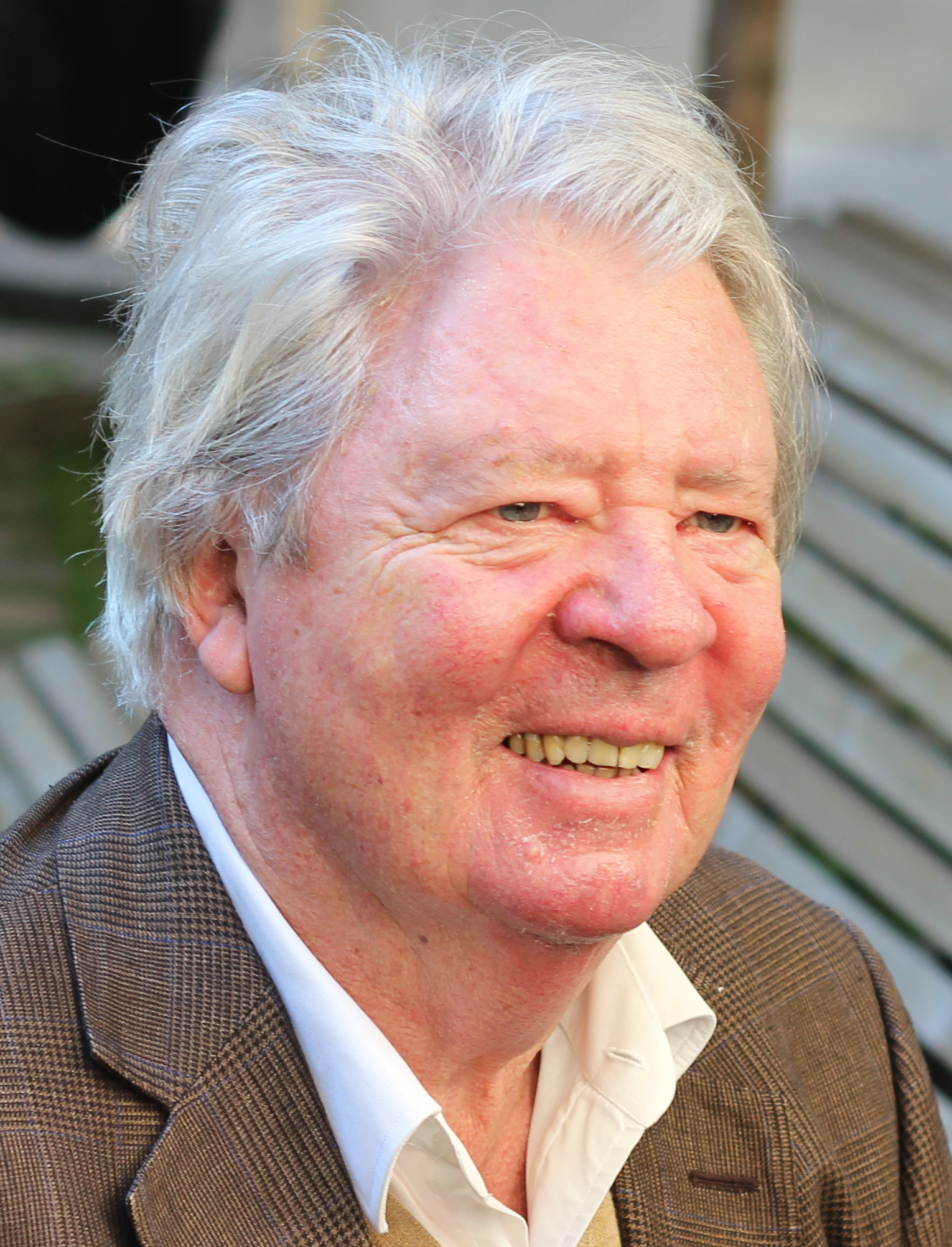
Jean-Jacques Sempé
11 augustus

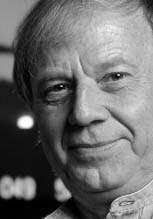
Wolfgang Petersen
12 augustus

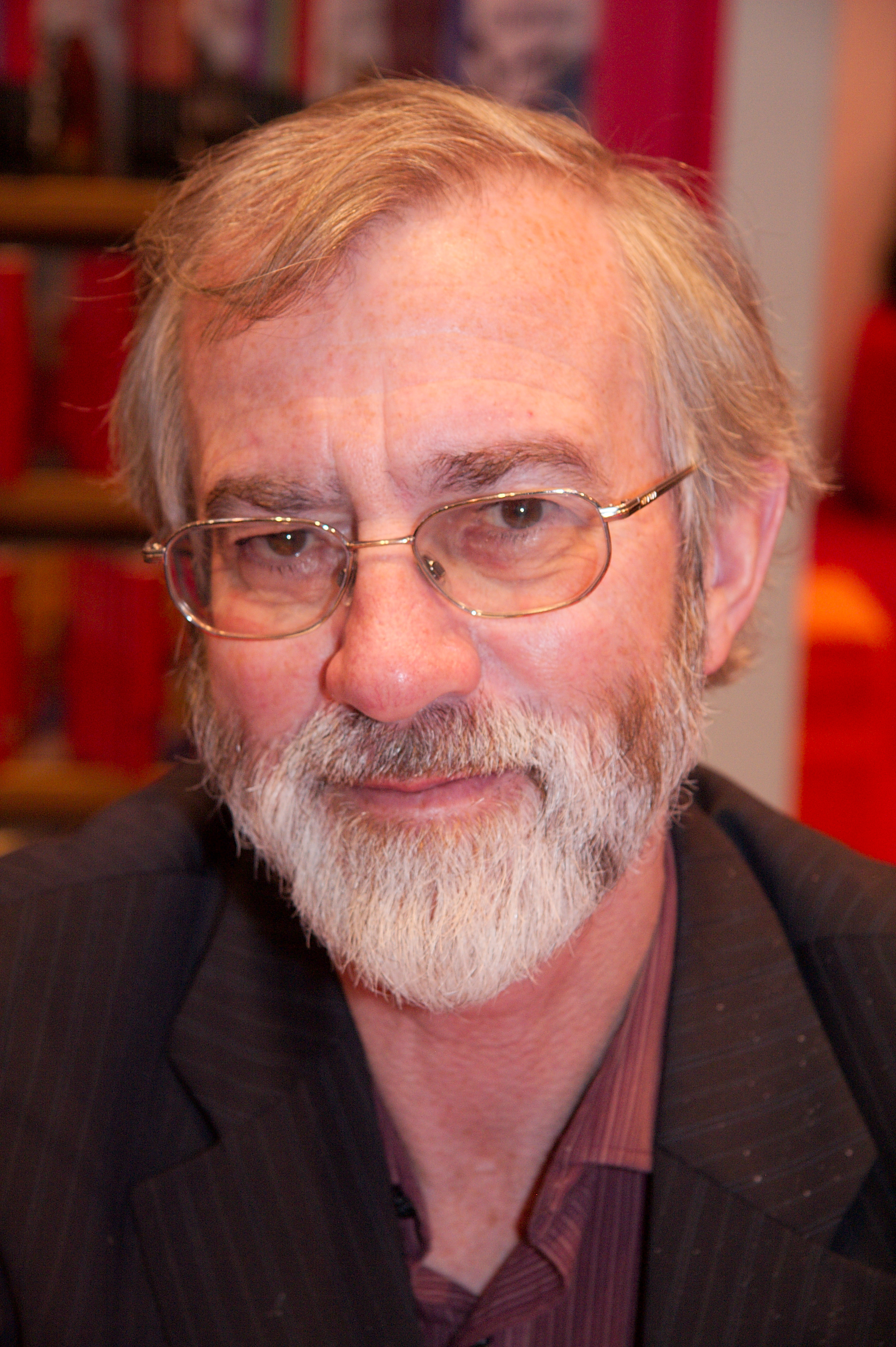
Joseph Delaney
16 augustus

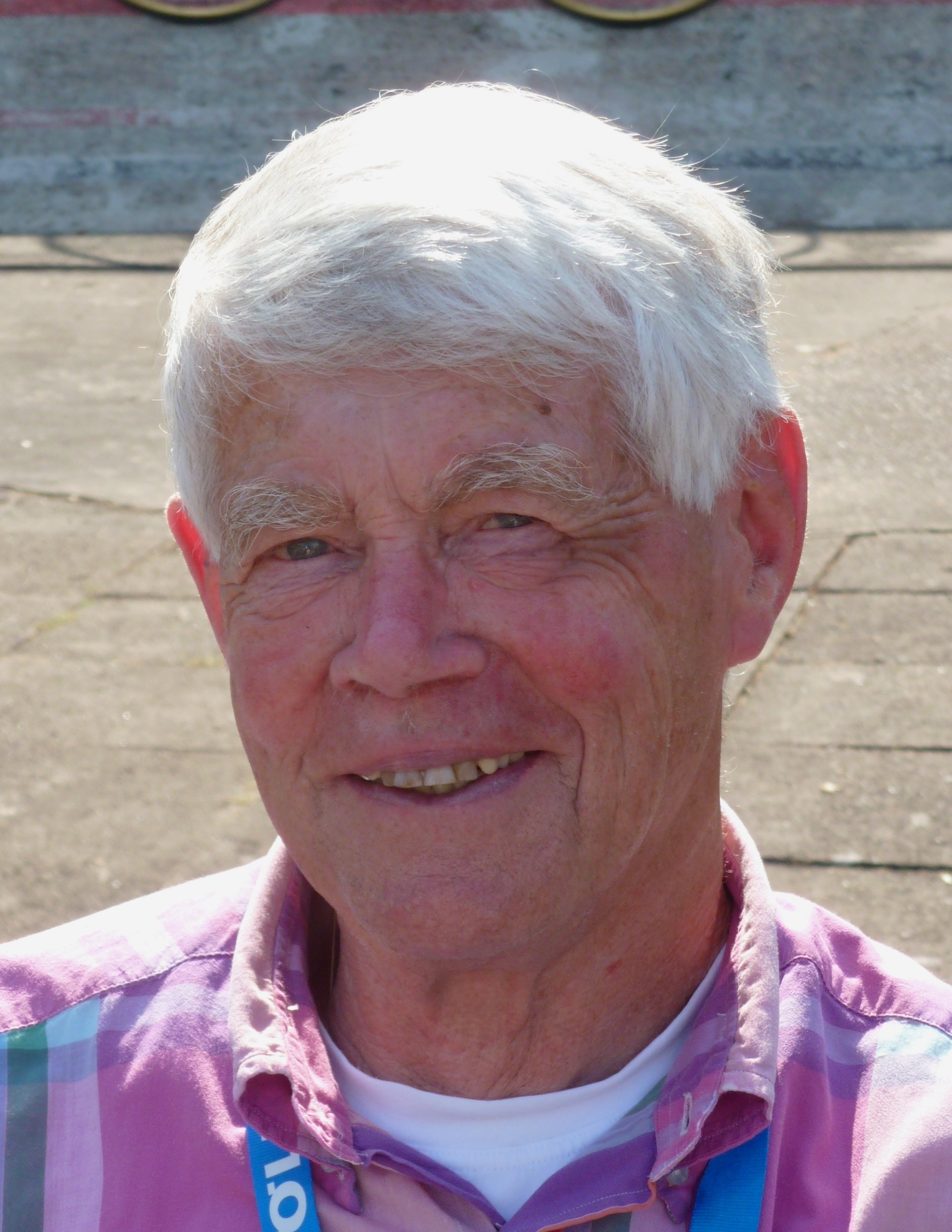
Bruno Walrave
18 augustus

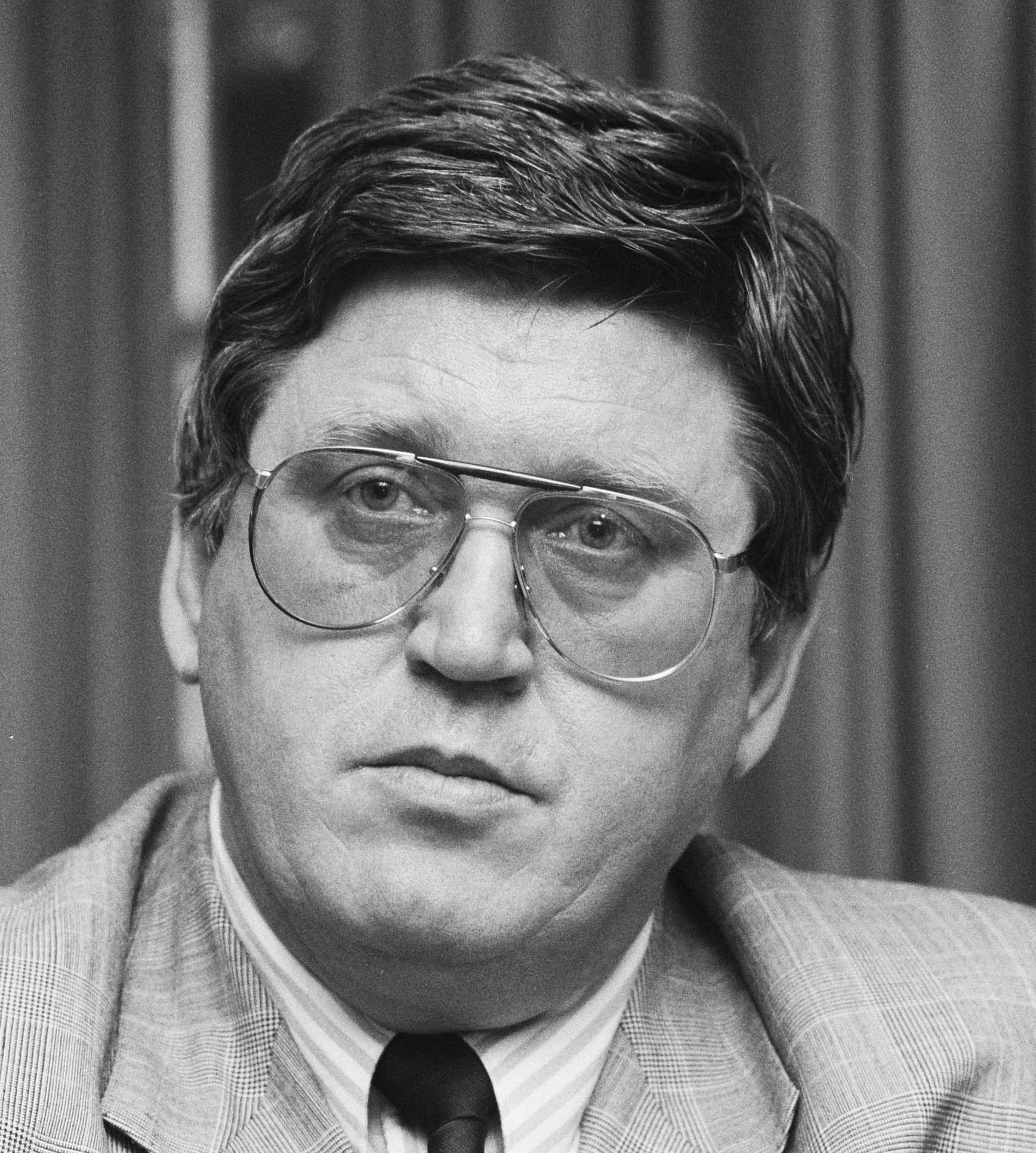
Bram Peper
20 augustus

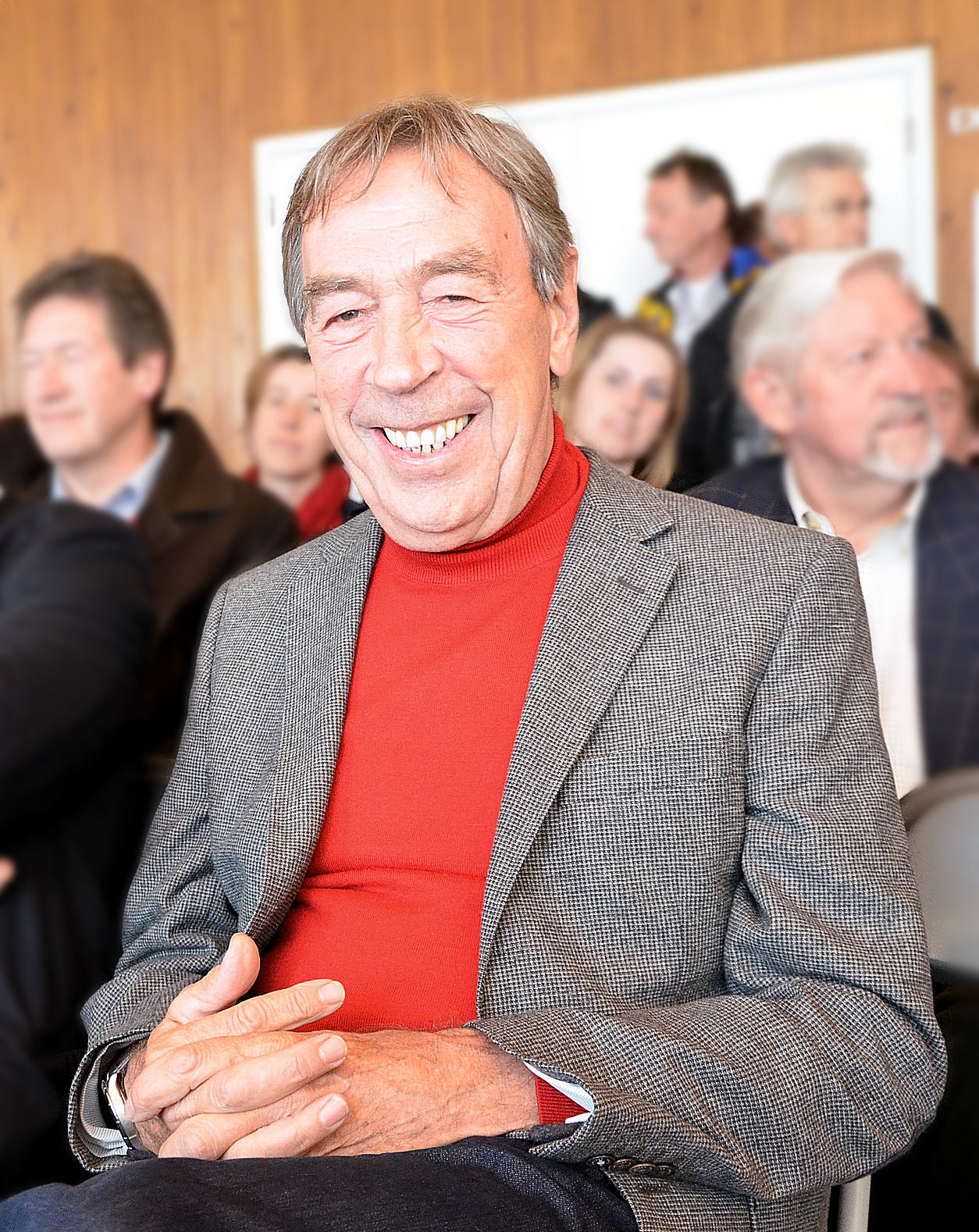
Herman Vanspringel
25 augustus

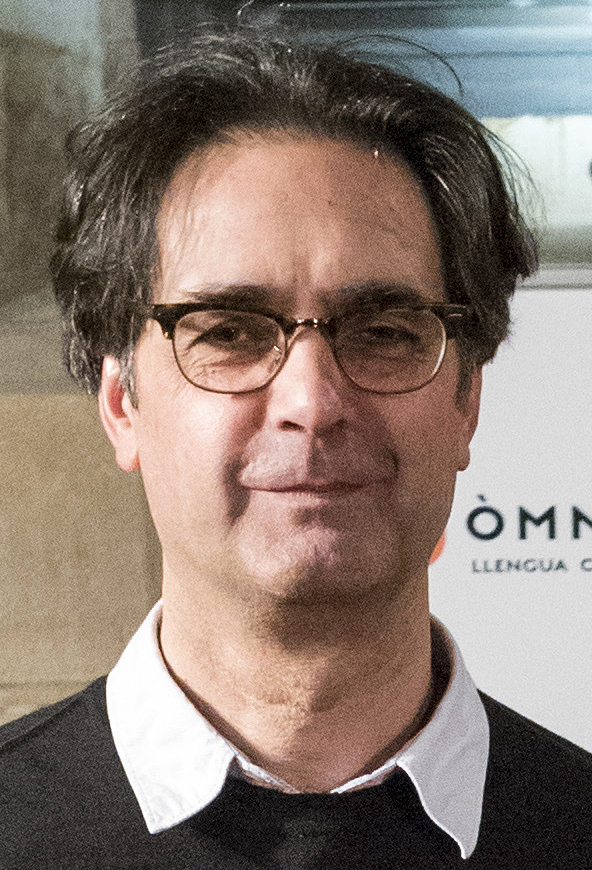
Vicenç Pagès i Jordà
27 augustus

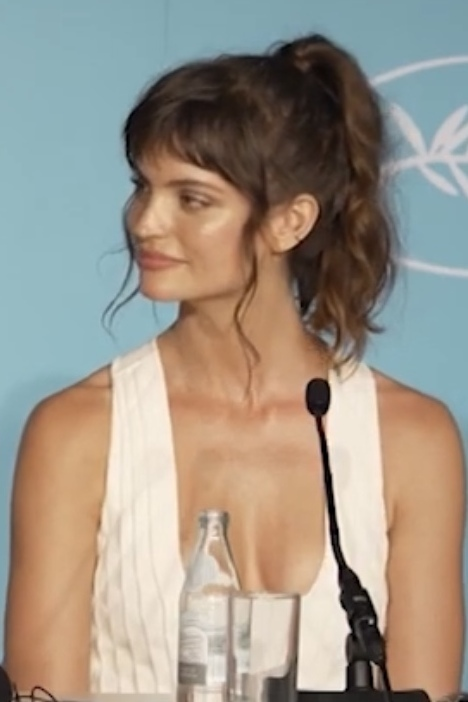
Charlbi Dean
29 augustus

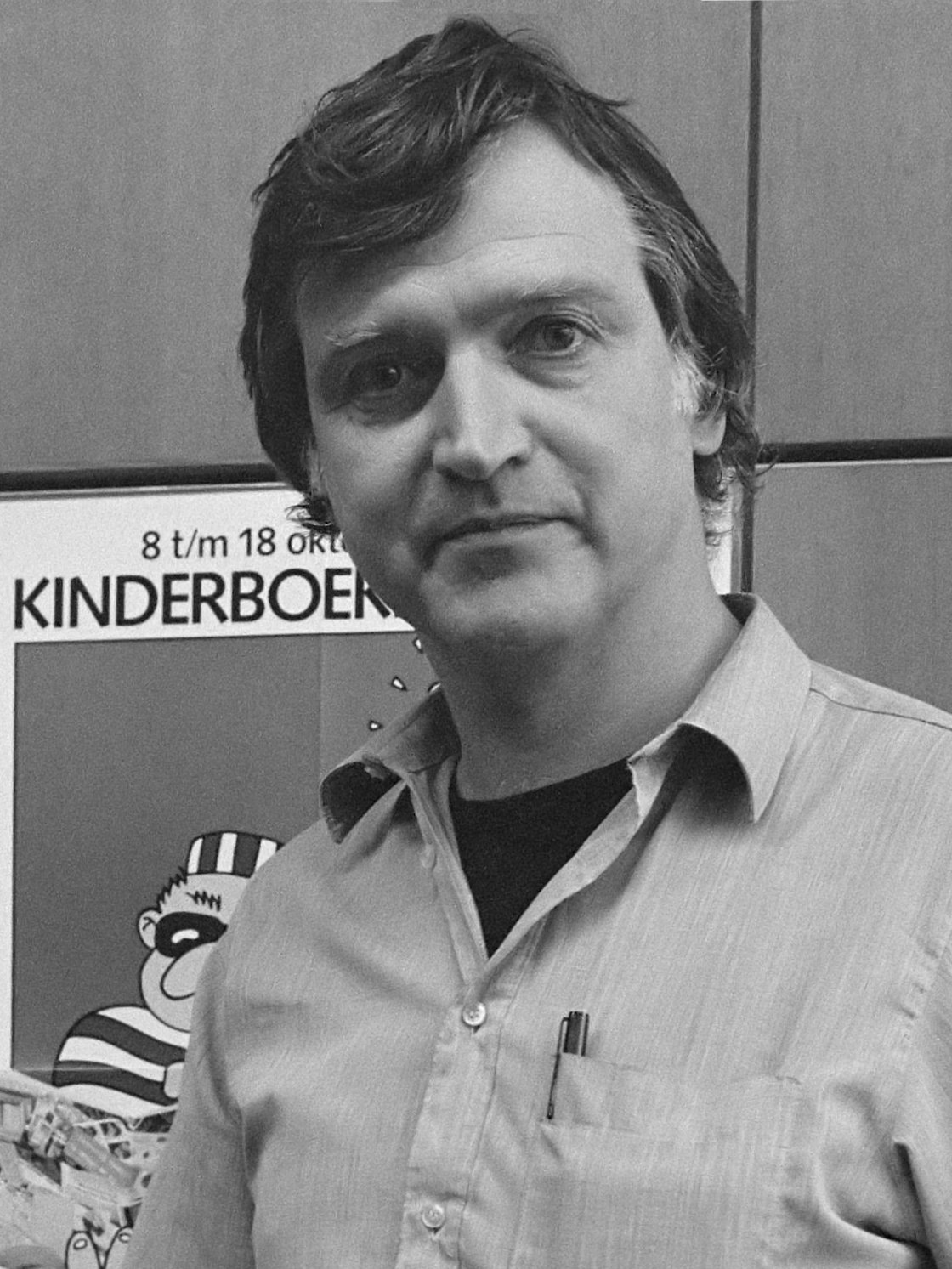
Karel Eykman
30 augustus

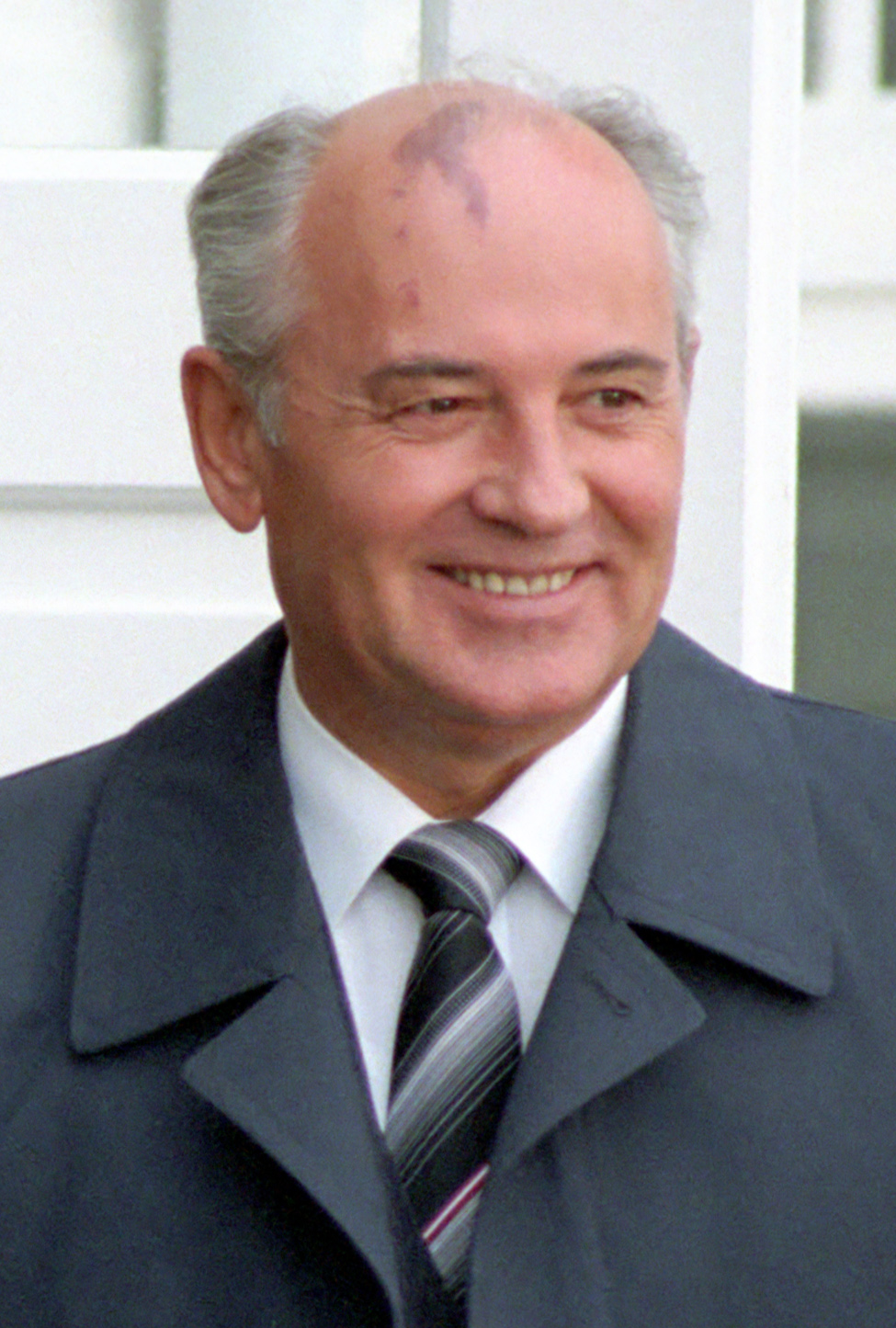
Michail Gorbatsjov
30 augustus

| 1 | 2 | 3 | 4 | 5 | 6 | 7 | 8 | 9 | 10 | 11 | 12 | 13 | 14 | 15 | 16 | 17 | 18 | 19 | 20 | 21 | 22 | 23 | 24 | 25 | 26 | 27 | 28 | 29 | 30 | 31 |
| - | - | - | - | - | - | - | - | - | -- | -- | -- | -- | -- | -- | -- | -- | -- | -- | -- | -- | -- | -- | -- | -- | -- | -- | -- | -- | -- | -- |

### 1 augustus
- Loek den Edel (88), Nederlands voetballer[1][2]
- Hugo Fernández (77), Uruguayaans voetballer en voetbaltrainer[3]
- Harry Kamphuis (79), Nederlands politicus[4]
- Lucien Kroll (95), Belgisch architect[5]

### 2 augustus
- David Allen Bawden (62), Amerikaans conclavist[6]
- Marlies Cordia (73), Nederlands hoorspelregisseuse[7]
- Henk Hage (72), Nederlands beeldend kunstenaar[8]
- Vin Scully (94), Amerikaans sportcommentator[9]
- Jan Sonneveld (89), Nederlands landbouwkundige en politicus[10]

### 3 augustus
- Raymond Damadian (86), Amerikaans biofysicus[11]
- Jacques Frenken (93), Nederlands beeldhouwer, glazenier, kunstenaar[12]
- Ton Frinking (91), Nederlands politicus[13]
- Franz Marijnen (79), Belgisch toneelregisseur[14]

### 4 augustus
- Paul De Knop (67), Belgisch sportsocioloog en rector VUB[15]
- Sam Gooden (87), Amerikaans soulzanger[16]

### 5 augustus
- Jean-Jacques Cassiman (79), Belgisch geneticus[17]
- Judith Durham (79), Australisch zangeres, songwriter en muzikante[18]
- Clu Gulager (93), Amerikaans acteur[19]
- Mike Lang (80), Amerikaans pianist en componist[20]
- Issey Miyake (84), Japans modeontwerper[21]
- Caroline Pauwels (58), Belgisch communicatiewetenschapster en rector VUB[22]

### 6 augustus
- Carlo Bonomi (85), Italiaans clown en stemacteur[23]
- Kamala Sukul (86), Surinaams toneelschrijfster, dichteres en omroepster[24]

### 7 augustus
- Bert Fields (93), Amerikaans advocaat[25]
- Anatoli Filiptsjenko (94), Russisch ruimtevaarder[26]
- Leandro Lo (33), Braziliaans vechtsporter[27]
- David McCullough (89), Amerikaans auteur en geschiedkundige[28]
- Roger E. Mosley (83), Amerikaans acteur[29]

### 8 augustus
- Lamont Dozier (81), Amerikaans songwriter, producer en zanger[30]
- Johan Driesen (49), Belgisch voetballer[31]
- Darryl Hunt (72), Brits basgitarist[32]
- Olivia Newton-John (73), Brits-Australisch zangeres en actrice[33]
- Jozef Tomko (98), Slowaaks kardinaal[34]
- Arnold Willems (90), Belgisch acteur[35]

### 9 augustus
- Raymond Briggs (88), Brits illustrator en auteur[36]
- Ignace Crombé (65), Belgisch ondernemer[37]
- Nicholas Evans (72), Brits journalist, scenarioschrijver, televisie- en filmproducent en romanschrijver[38]

### 10 augustus
- Fernando Chalana (63), Portugees voetballer[39]
- Jef Claerhout (84), Belgisch beeldhouwer[40]
- Lydia de Vega (57), Filipijns atlete[41]
- Hushang Ebtehaj (94), Iraans dichter[42]
- Vesa-Matti Loiri (77), Fins acteur, muzikant en komiek[43]
- Henny Pleizier (65), Nederlands judoka[44]
- Yi-fu Tuan (91), Chinees-Amerikaans geograaf[45]
- Abdul Wadud (75), Amerikaans jazzcellist[46]

### 11 augustus
- Darius Campbell (41), Brits (Schots) zanger[47]
- Paul Gregory Green (49), Australisch rugbyspeler en -coach[48]
- Anne Heche (53), Amerikaans actrice[49]
- Hanae Mori (96), Japans modeontwerpster[50]
- Bill Pitman (102), Amerikaans gitarist[51]
- Jean-Jacques Sempé (89), Frans cartoonist[52]

### 12 augustus
- Liesbeth Brandt Corstius (81), Nederlands kunsthistorica en museumdirecteur[53]
- Claudio Garella (67), Italiaans voetballer[54]
- Georges Joris (101), Belgisch politicus[55]
- Motiullah Khan (84), Pakistaans hockeyer[56]
- Wolfgang Petersen (81), Duits filmregisseur[57]
- Tessel Pollmann (82), Nederlands onderzoeksjournaliste[58]
- Tini van Reeken (83), Nederlands voetballer[59]
- Vjatsjeslav Semenov (74), Oekraïens voetballer[60]

### 13 augustus
- Piero Angela (93), Italiaans journalist en presentator[61]
- Anshu Jain (59), Brits-Indiaas bankier[62]
- Rossana Di Lorenzo (84), Italiaans actrice[63]
- Antoine Poncet (94), Frans beeldhouwer[64]

### 14 augustus
- Cees Engel (78), Nederlands ondernemer en militair[65][66]
- Rakesh Jhunjhunwala (62), Indiaas ondernemer[67]
- Ambrose Lee (73), Hongkongs politicus[68]
- Vinayak Mete (52), Indiaas politicus[69]
- Marshall Napier (70), Nieuw-Zeelands acteur[70]

### 15 augustus
- Frederick Buechner (96), Amerikaans schrijver en theoloog[71]
- Karl Senne (87), Duits televisiepresentator[72]
- Rajmund Zieliński (81), Pools wielrenner[73]

### 16 augustus
- Arjen van Balen (98), Nederlands moraaltheoloog[74]
- Duggie Brown (82), Brits acteur en komiek[75]
- Joseph Delaney (77), Brits sciencefiction- en fantasyschrijver[76]
- Eva-Maria Hagen (87), Duits actrice[77]
- Cor Hildebrand (70), Nederlands voetballer[78]

### 17 augustus
- Toby Curtis (82), Nieuw-Zeelands onderwijzer en Maori-leider[79]
- Jan De Crem (94), Belgisch politicus[80]
- Farid Makari (75), Libanees politicus[81]
- Chen Man Hin (97), Maleisisch politicus[82]

### 18 augustus
- Rolf Kühn (92), Duits jazzklarinettist, componist en orkestleider[83]
- Sombat Metanee (85), Thais acteur[84]
- Josephine Tewson (91), Brits actrice[85]
- Bruno Walrave (83), Nederlands gangmaker[86][87]
- Mohamed Ibrahim Warsame (79), Somalisch dichter en songwriter[88]

### 19 augustus
- Warren Bernhardt (83), Amerikaans jazz-, pop- en klassiek pianist[89]
- Johann-Tönjes Cassens (89), Duits politicus[90]
- Elisabeth Eichholz (82), Oost-Duits wielrenster[91]
- Ted Kirkpatrick (62), Amerikaans muzikant en songwriter[92]
- Kees de Kort (87), Nederlands illustrator en kunstschilder[93]

### 20 augustus
- Jorge Milchberg (93), Argentijns componist en muzikant[94]
- Bram Peper (82), Nederlands socioloog en politicus[95]
- Niek van Uchelen (92), Nederlands hoogleraar[96]
- Leon Vitali (74), Brits acteur[97]
- Tom Weiskopf (79), Amerikaans golfer[98]

### 21 augustus
- Alexei Panshin (82), Amerikaans schrijver[99]
- Monnette Sudler (70), Amerikaans jazzmuzikante en componiste[100]
- Robert Williams (73), Grieks muzikant en zanger[101]

### 22 augustus
- Jerry Allison (82), Amerikaans drummer[102]
- Fredy Studer (74), Zwitsers jazzdrummer[103]
- Creed Taylor (93), Amerikaans jazzproducent[104]

### 23 augustus
- Louis Carlen (93), Zwitsers notaris, advocaat, politicus en hoogleraar[105]
- Larry Laudan (80), Amerikaans filosoof[106]
- Bébé Hong-Suong (89), Belgisch jazzzangeres[107]

### 24 augustus
- Robert Kahn (100), Nederlands ondernemer en Holocaustoverlevende[108]
- Nicola Materazzi (83), Italiaans ingenieur[109]
- Joe E. Tata (85), Amerikaans acteur[110]

### 25 augustus
- Joey DeFrancesco (51), Amerikaans jazzorganist[111]
- Martyn van den Hoek (67), Nederlands componist, pianist en pedagoog[112]
- Giles Radice (85), Brits politicus en auteur[113]
- Herman Vanspringel (79), Belgisch wielrenner[114]

### 26 augustus
- Jean-Claude Idée (70), Frans-Belgisch regisseur[115]
- Roland Mesnier (78), Frans-Amerikaans kok en culinair schrijver[116]

### 27 augustus
- Suleiman Kangangi (33), Keniaans wielrenner[117]
- Robert LuPone (76), Amerikaans acteur[118]
- Vicenç Pagès i Jordà (58), Spaans schrijver[119]

### 28 augustus
- Manzoor Hussain (63), Pakistaans hockeyer[120]

### 29 augustus
- Charlbi Dean (32), Zuid-Afrikaans actrice en model[121]
- Jai Ram Reddy (85), Fijisch jurist en politicus[122]
- Ron de Roode (57), Nederlands voetballer[123][124]

### 30 augustus
- Eric Ebbinge (82), Nederlands museumdirecteur[125]
- Karel Eykman (86), Nederlands kinderboekenschrijver, dichter en liedjesschrijver[126]
- Michail Gorbatsjov (91), laatste leider van de Sovjet-Unie[127]
- Jo Ivens (94), Nederlands organist en dirigent[128]
- Ruud Kempen (65), Nederlands hoogleraar sociale gerontologie[129]
- Don Lind (92), Amerikaans ruimtevaarder[130]

### 31 augustus
- Jan Callebaut (66), Belgisch communicatiestrateeg[131]
- Mark Shreeve (65), Brits muziekproducent[132]

### Datum onbekend
- Denise Dowse (64), Amerikaans actrice[133]
- Robyn Griggs (49), Amerikaans actrice[134]

januari ·
februari ·
maart ·
april ·
mei ·
juni ·
juli ·
augustus ·
september ·
oktober ·
november ·
december
1900 ·
1901 ·
1902 ·
1903 ·
1904 ·
1905 ·
1906 ·
1907 ·
1908 ·
1909 ·
1910 ·
1911 ·
1912 ·
1913 ·
1914 ·
1915 ·
1916 ·
1917 ·
1918 ·
1919 ·
1920 ·
1921 ·
1922 ·
1923 ·
1924 ·
1925 ·
1926 ·
1927 ·
1928 ·
1929 ·
1930 ·
1931 ·
1932 ·
1933 ·
1934 ·
1935 ·
1936 ·
1937 ·
1938 ·
1939 ·
1940 ·
1941 ·
1942 ·
1943 ·
1944 ·
1945 ·
1946 ·
1947 ·
1948 ·
1949 ·
1950 ·
1951 ·
1952 ·
1953 ·
1954 ·
1955 ·
1956 ·
1957 ·
1958 ·
1959 ·
1960 ·
1961 ·
1962 ·
1963 ·
1964 ·
1965 ·
1966 ·
1967 ·
1968 ·
1969 ·
1970 ·
1971 ·
1972 ·
1973 ·
1974 ·
1975 ·
1976 ·
1977 ·
1978 ·
1979 ·
1980 ·
1981 ·
1982 ·
1983 ·
1984 ·
1985 ·
1986 ·
1987 ·
1988 ·
1989 ·
1990 ·
1991 ·
1992 ·
1993 ·
1994 ·
1995 ·
1996 ·
1997 ·
1998 ·
1999 ·
2000 ·
2001 ·
2002 ·
2003 ·
2004 ·
2005 ·
2006 ·
2007 ·
2008 ·
2009 ·
2010 ·
2011 ·
2012 ·
2013 ·
2014 ·
2015 ·
2016 ·
2017 ·
2018 ·
2019 ·
2020 ·
2021 ·
2022 ·
2023 ·
2024 ·
2025